# Tiderne Skifter (album)
 For alternative betydninger, se Tiderne Skifter (flertydig). (Se også artikler, som begynder med Tiderne Skifter)
Tiderne Skifter er Sebastians niende studiealbum, udgivet i 1979. Det består af Sebastians egne melodier til en række tekster af den tyske digter og teaterforfatter Bertolt Brecht, i danske oversættelser af Erik Knudsen og Ivan Malinowski. Teksterne havde oprindelig været sat i musik af Hanns Eisler og Kurt Weill. På Tiderne Skifter blev de for første gang sat i ny musik, efter at datteren Barbara Schall Brecht havde godkendt projektet.
Sebastians kompositioner var udtryk for en helt anden klangopfattelse af Brechts tekster end den, komponister som Eisler og Weill stod for. Af samme grund blev Tiderne Skifter også meget omdiskuteret, da den udkom i 1979: Nogle betragtede pladen som helligbrøde i forhold til den eksisterende Brecht-æstetik, mens andre, bl.a. en række anmeldere, roste Sebastian for gennem sin musik at turde vise nye sider af teksterne. Sebastian betragtede selv albummet som sit hidtil bedste.
Tiderne Skifter blev i 2009 genudgivet i en jubilæumsudgave med et remix af nummeret "De elskende", samt en bonus-cd bestående af Sebastians egne demooptagelser.

## Numre

### Side 1
1. "Sangen om vandhjulet" (4:28)
2. "Sørøver Jenny" (5:35)
3. "De elskende" (3:49)
4. "Surabaya Johnny" (5:44)

### Side 2
1. "Salomon Song" (4:51
2. "Visen om den lille vind" (4:04)
3. "Balladen om konen og soldaten" (3:49)
4. "Sangen om Vltava" (3:30)
5. "Om verdens venlighed" (3:40)

Bonusnummer på jubilæumsudgaven, 2009:
1. "De elskende" (remix 2009) (7:30)

### Bonus-cd, 2009 (demoer)
1. "Sangen om vandhjulet" (4:38)
2. "Visen om den lille vind" (3:51)
3. "Balladen om konen og soldaten" (3:40)
4. "Sørøver Jenny" (4:55)
5. "De elskende" (3:44)
6. "Surabaya Johnny" (5:52)
7. "Sangen om Vltava" (3:34)
8. "Salomon Song" (5:37)
9. "Om verdens venlighed" (4:00)[6]

Minuttallene for side 1 og 2 fra originalalbummet svarer til den oprindelige vinyludgave. Øvrige minuttal svarer til 2009-genudgivelsen.
- Musik: Sebastian
- Tekst: Bertolt Brecht
- "Sangen om vandhjulet", "Surabaya Johnny" og "Om verdens venlighed" er oversat af Erik Knudsen. Øvrige tekster er oversat af Ivan Malinowski.[7]